# اثر هنری درعصر بازتولید مکانیکی
"اثر هنری در عصر بازتولید مکانیکی" (۱۹۳۵, “Das Kunstwerk im Zeitalter seiner technischen Reproduzierbarkeit”) نوشتهٔ والتر بنیامین، یک مقالهٔ نقد فرهنگی است که در آن، کاهش ارزش یک اثر هنری را برآیند تولید مکانیکی آن اثر می‌داند. همچنین، موضوع و مضمون این مقاله رشته‌های تاریخ هنر و مطالعات فرهنگی از رسانه‌های تئوری و نظریه معماری را تحت تأثیر قرار داده‌است. 

مسئله ای که بنیامین در این مقاله به آن می‌پردازد به بحث گسترش تکنولوژی و زندگی ماشینی بازمی‌گردد که به تبع آن ماهیت هنر هم در عصر حاضر دچار یک دگردیسی شده‌است. از نظر بنیامین، درک و دریافت مخاطب امروزی از هنر متحول شده و این امر با جایگزین شدن کارکرد آیینی هنر با کارکرد نمایشی آن در پیوند است. به زعم او، آنچه در اثر هنریِ بازتولیدپذیرِ امروزی از بین می‌رود هاله اثر هنری نامیده می‌شود. به صورت خلاصه، بنیامین تحلیلی مارکسیستی از سازمان یک جامعه کاپیتالیستی ارائه داده و جایگاه هنر در حوزه عمومی و حوزه خصوصی به تثبیت می‌رساند. سپس شرایط اجتماعی-اقتصادی را توضیح می‌دهد تا توسعه‌هایی را برون یابی کند که باعث استثمار اقتصادی بیشتر پرولتاریا شده‌اند. او سپس ادعا می‌کند که بازتولید یا تکثیر اثر هنری یک کنش انسانی مدرن نیست، بلکه از گذشته و از یونان باستان سابقه داشته‌است.

این متن چندین بار در مجموعه مقالات مختلف به فارسی ترجمه شده‌است، از جمله توسط بابک احمدی در کتاب نشانه ای به رهایی (نشر مرکز، ۱۳۹۸)، توسط احسان حنیف در کتاب نظریه‌های زیبایی‌شناسی (نشر فکرنو، ۱۳۹۹)، توسط رؤیا منجم در کتاب برگزیده مقالات والتر بنیامین (نشر علم، ۱۳۹۲)، و توسط ادریس ایروی در نسخهٔ فارسی لو موند دیپلماتیک (۱۴۰۴).